# DGGE
In genetica, la DGGE (acronimo di Denaturing Gradient Gel Electrophoresis) è una variante dell'elettroforesi utilizzata per separare frammenti di DNA di piccola o media lunghezza in base alle loro caratteristiche di denaturazione (melting).

## Storia
Questa tecnica venne descritta per la prima volta da Fisher e altri nel 1983. Venne successivamente introdotta nell’ecologia microbica da Muyzer e collaboratori nel 1993 e, in breve tempo, il suo utilizzo si è ampliato all’analisi della diversità microbica in diversi campioni complessi, inclusi quelli prelevati dalla cavità orale. Venne inizialmente utilizzata per le indagini sulle comunità procariotiche, ma è stata successivamente adottata per rilevare la presenza di mixomiceti aerodispersi e per studiare le comunità di mixomiceti presenti nel suolo.

## Principio
La separazione si basa sulla ridotta mobilità elettroforetica di molecole di DNA a doppio filamento parzialmente denaturate nei gel di poliacrilammide che contengono un gradiente lineare di denaturanti del DNA, generalmente una miscela di formammide e urea. I domini di fusione, ovvero tratti di coppie di basi con identici punti di fusione (Tm), portano alla denaturazione dei frammenti di DNA all'interno di domini discreti.

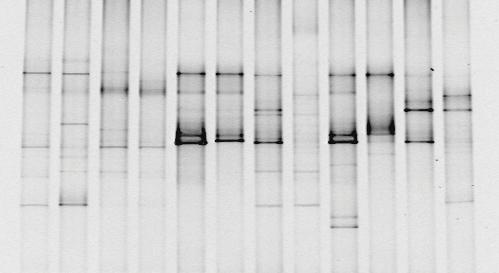
16S PCR DGGE

Le variazioni nella sequenza all'interno di questi domini di fusione causano differenze nei punti di fusione, e le molecole con sequenze diverse si fermano in posizioni diverse nel gel, risultando così separate. I principali svantaggi di questa tecnica sono:
- variabilità dell'efficienza nella separazione e nella riproduzione dei gel
- PCR bias (errori di amplificazione, formazione di molecole chimeriche, formazione di eteroduplex, amplificazione preferienziale)
- introduzione di contaminanti durante l'isolamento dalla matrice e la PCR

## Metodologia
La moelcola di DNA entra nel gel come molecola a doppio filamento e una volta che un dominio con la Tm più bassa raggiunge il proprio punto di fusione in una posizione specifica all'interno del gel, quel segmento della doppia elica di DNA si denatura diventando a filamento singolo, con conseguente arresto quasi completo della migrazione della molecola di DNA.
Al fine di prevenire la completa denaturazione delle molecole di DNA, una GC clamp, ovvero un segmento di DNA di 40 - 60 nucleotidi composto da guanina e citosina, è legata all'estremità 5' di uno dei primer della PCR che porta così alla formazione di un frammento con un'estremità molto pesante e un dominio con Tm molto alto. I frammenti contenenti la GC clamp faranno sì che, durante la corsa nel gel, il filamento di DNA assuma una forma a Y che rimarrà ben legata al gel stesso quando il filamento raggiunge il punto di denaturazione.
Le bande ottenute possono essere estratte, clonate o riamplificate e sequenziate per l’identificazione. È persino possibile identificare componenti che rappresentano solo l’1% dell’intera comunità microbica. La risoluzione ottimale si ottiene quando le molecole non si denaturano completamente, perché altrimenti continuerebbero a correre nel gel come singoli filamenti di DNA. Alcune bande possono anche essere ibridizzate con specifiche sonde oligonucleotidiche.

## Applicazioni
È frequentemente impiegata:
- per identificare polimorfismi a singolo nucleotide senza la necessità di sequenziare il DNA
- come metodo di “impronta molecolare” per comunità ecologiche complesse, in particolare in combinazione con l’amplificazione dei geni microbici dell’rRNA 16S[2]
- per il rilevamento di mutazioni sconosciute[3]
- per la caratterizzazione e l’identificazione di comunità batteriche provenienti dall’ambiente naturale o da matrici alimentari[9]
- per studiare le dinamiche delle comunità microbiche nel tempo.[10]

Raramente viene applicata nei controlli alimentari relativi ai funghi.